# イケマ
イケマ（生馬・牛皮消、学名: Cynanchum caudatum）はキョウチクトウ科ガガイモ亜科イケマ属のつる性の多年草。別名、「ヤマコガメ」「コサ」ともよばれる。

## 名称
本種の和名「イケマ」は、アイヌ語で「それの足」を意味する「イ・ケマ」に由来する。この場合の「それ」はカムイ（神）を婉曲に指した言葉である。
学名の Cynanchum （イケマ属）とは、「犬を殺すもの」という意味であり、イケマがもつ毒性によって犬を殺すことができるところから、この名前がついたという。

## 分布と生育環境
日本では、北海道、本州、四国、九州に分布し、アジアでは、南千島、中国に分布する。山地の谷川のわきや藪、湿り気のある山麓などに群生する。日当たりのよい環境でよく育ち、山地の林や、土手、草原などでみられる。

## 特徴
多年生草本。根茎は太く、横に這う。茎はつる性で数本が束生し、初夏に伸びて藪（やぶ）の他の草などに巻きついて這い登って葉を茂らせ、高さは2 - 5メートル (m) になる。つるの巻き方向は、左から右巻き（S巻き）で、低木に巻き付いて寄りかかって成長する。
葉は長さ10センチメートル (cm) 前後のガガイモより長い葉柄をもっており、茎に対生する。葉身は長さ5 - 15 cm、幅4 - 10 cmの心形で先端は尾状に鋭く尖り、裏面は淡緑色で、葉脈が浮きだって目立つ。葉縁は全縁。
花期は7 - 8月。葉腋から長さ6 - 12 cmある葉柄より長い花柄の先に、径2 - 4 cmの散形花序をつけ、葉の上に多数の白色花が顔を出す。小花柄は長さ1 - 2 cm、花冠（花弁）は蕾（つぼみ）の状態は真ん丸であるが、5裂して開花すると星形となって、裂片は後部へ反り返る。副花冠は白色で花弁の内側にあり、小さな花が多数集まって花序全体が球のように丸く咲く。
花が終わると、秋に径1 cm、長さ8 - 11 cmの、旧ガガイモ科特有の袋果（果実）を2つずつつける。袋果は、オクラのような紡錘形から角状披針形をしており、中には種子を多数つくる。秋に袋果が割れ、白く長い種髪（毛束）をつけた長さ8ミリメートル (mm) ほどの種子がはじけ、風により散布される。

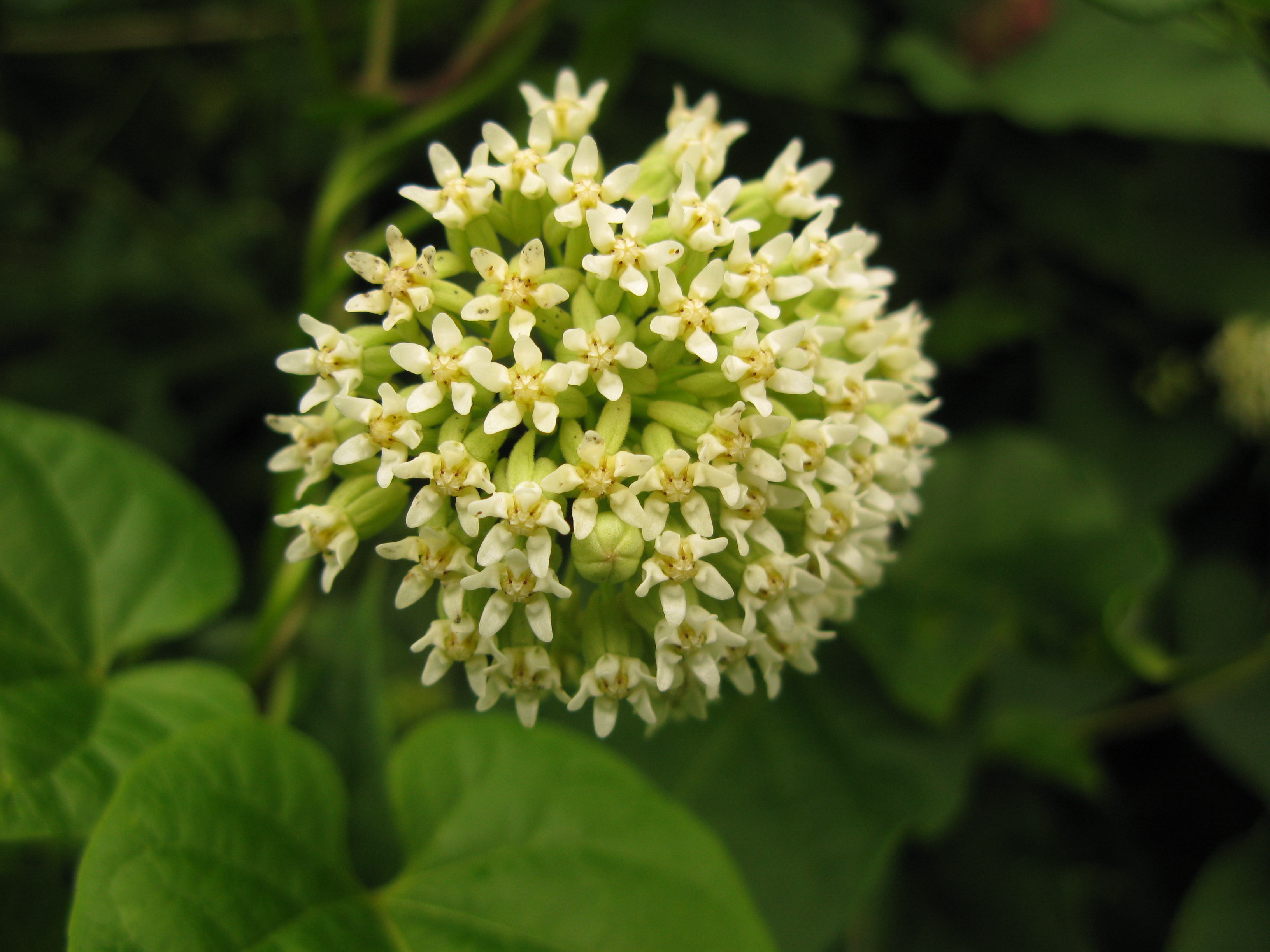
花序。白色で目立つのは副花冠。
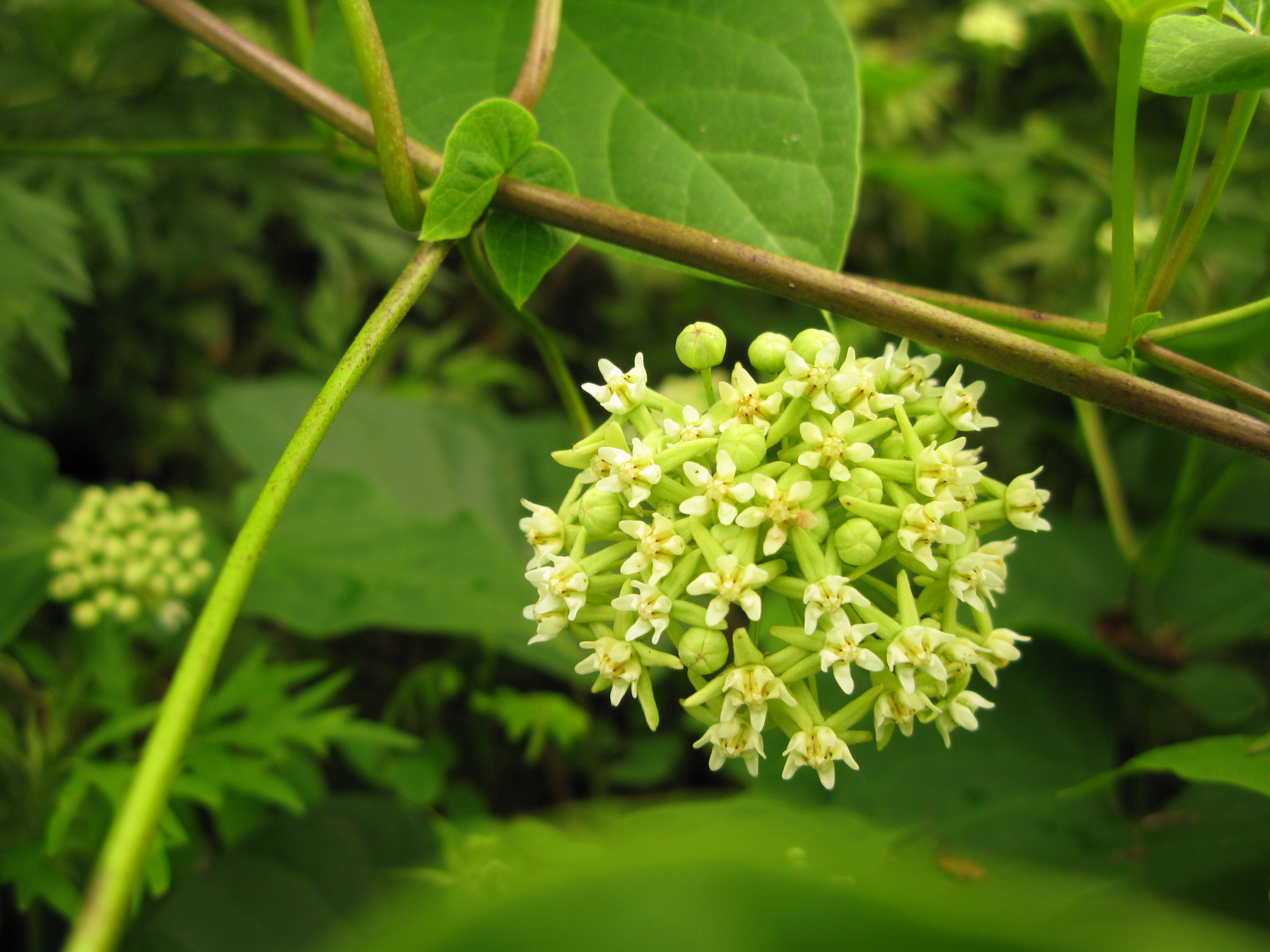
開花すると5裂けて星形になるが、蕾のときは丸い形をしている。

毒草であるが、昔から生薬として用いられ、アイヌたちにとっては護身用として大切にされた。

## 毒性
全草、特に植物体を傷つけたときに出る白い汁（乳液）にシナンコトキシンなどを含み有毒である。地下には長く太い根茎があり、アルカロイドを含み毒性がある。誤食した場合、軽症では嘔吐が、重症では痙攣が起こる事がある。
蝶のアサギマダラは、イケマの葉の裏側に産卵して、その幼虫が葉を食べて育つ。アサギマダラの幼虫は、鳥などの外敵から身を守るため、イケマの毒を体内に蓄積するといわれる。

## 利用・文化

### 食用
若葉や茎先の柔らかい葉を摘んで食用にする。採取時期は5 - 6月ごろが適期とされる。摘んだ葉は茹でて水にさらし、おひたし、和え物、汁の実、天ぷら、煮物などにする。秋には、若い果実が天ぷらにして食べられる。しかし、根は有毒のため食用にできない。

### 薬用
漢方では、イケマの根を「午皮消根」というが、利尿、強壮、強心薬として、また、食中毒の解毒や腹痛、歯痛、風邪薬、回虫の駆除として使われていた。

### アイヌとの関係
アイヌは本種を古くから呪術用、薬用、食用に用いられていた。本種の根を乾燥させたものを細かく刻み、紐を通したものをネックレスのように首から下げるか、小片をマタンプシ（鉢巻）に取り付けて魔よけとしたという。また、葬儀のとき、夜道の一人歩き、漁や旅のときにも身につけて、魔除けとして使われていた。

## 近縁種
コイケマ（学名: Cynanchum wilfordii）との違いは、コイケマのほうがイケマよりも葉の基部に深い凹みがあり、花序柄がイケマより短いことで見分けがつく。コイケマもイケマと同様に食用になる。
同属のアマミイケマ（学名: Cynanchum boudieri）が、奄美群島（奄美大島、徳之島、沖永良部島）、国外では台湾、中国中南部に分布する。花は副花冠がよく発達し、イケマに似てその内側に突起が隆起しているが、花弁は淡緑色である。環境省のレッドリストでは、絶滅危惧IA類に選定されている